# Destacamento de Inteligencia 183
El Destacamento de Inteligencia 183 (Dest Icia 183) fue una unidad del Ejército Argentino.

## Historia
Durante el terrorismo de Estado en Argentina, el reglamento del Ejército Argentino establecía que las grandes unidades de combate, es decir, las brigadas, podían recibir apoyo de inteligencia mediante destacamentos, compuestos por interrogadores, intérpretes, etc. El Destacamento de Inteligencia 183 era una unidad dependiente del Comando del V Cuerpo de Ejército con base en la ciudad de Comodoro Rivadavia y una sección dependiente en Río Gallegos. El registro más antiguo sobre su existencia data de 1972. El Destacamento se constituía por dos subunidades, 1.ª y 2.ª Sección Ejecución.
En 1975, el 183 participó del Operativo Independencia enviando personal especializado al III Cuerpo de Ejército y la V Brigada de Infantería, que actuaban en aquella operación desarrollada en la provincia de Tucumán. En octubre de ese año, el general de brigada Roberto Eduardo Viola dictó la directiva 404/75, que ordenaba los roles a cumplir por las diferentes unidades militares en la autodenominada «lucha contra la subversión». Para la inteligencia, dictó, entre otras cosas,  [sic] «un fluido y permanente intercambio informativo entre las unidades de inteligencia y el Batallón de Inteligencia 601 […]».
En 1982, la Sección de Inteligencia «Río Gallegos» se convirtió en el Destacamento de Inteligencia 184 en Río Gallegos.